# کوه یاتسوداتاکه
کوه یاتسوداتاکه (به ژاپنی: 八ヶ岳連峰, Yatsugatake-renpō) یک رشته کوه آتشفشانی در مرز بین استان ناگانو و استان یاماناشی در جزیره هونشو در ژاپن است.